# Meir Dizengoff
Meir Dizengoff (ur. 25 lutego 1861 w Jakimowiczach, obecnie część Orgiejowa w Mołdawii, zm. 23 września 1936 w Tel Awiwie) – żydowski polityk syjonistyczny, pierwszy burmistrz Tel Awiwu w latach 1921–1925. Ponownie sprawował ten urząd w latach 1928–1936.